# Ahmad Amîn
Pour les articles homonymes, voir Amîn.
Ahmad Amîn (1886 - 1954) (ou Ahmad Amin) est un historien et écrivain égyptien. Outre une série d'ouvrages sur l'histoire de la civilisation islamique (1928-1953), il a laissé une autobiographie (Ma vie, 1950) et un important dictionnaire du folklore égyptien (1953).
Après avoir reçu un enseignement religieux traditionnel à l'université d'Al-Azhar, il exerça la profession de cadi jusqu'en 1926. Il enseigna ensuite la littérature arabe à l'université du Caire jusqu'en 1946. Ahmad Amin fut l'un des intellectuels les plus brillants et les plus engagés de son temps : éditeur des revues littéraires al-Risalah (1933) et al-Thakafa (1939), fondateur du Ladjnat al-ta'lif wa l-tardjama wa-l-nashr (« Comité littéraire de traduction et de publication »), il assura des conférences dans tout le monde musulman ainsi qu'en Europe avant de travailler pour le ministère égyptien de la Culture, puis pour la Ligue arabe dont il dirigea la section culturelle. Il est surtout célèbre pour sa grande histoire de la culture islamique, en trois volumes (Fadjr al-islam, 1928 ; Duha l-islam, 1933-1936 ; Zuhr al-islam, 1945-1953) qui constitue la première tentative du genre dans l'histoire contemporaine du monde musulman. Il a également laissé une autobiographie (Hayati, 1950) tandis que ses principaux articles ont été publiés sous le titre Fayd al-khatir.